# Peuke (Insel)
Peuke (auch Peuce) war in der antiken Geographie eine mit Fichten bewachsene Insel im Donaudelta auf dem Gebiet des heutigen Rumänien.
Apollonios von Rhodos berichtet, dass die Insel Peuke ursprünglich durch eine große Sandbank gebildet wurde, zwischen den heutigen Donau-Armen Sf. Gheorghe (damals Hieron stoma) und Sulina (damals Naracon stoma).
Die Insel hatte etwa die Größe der Insel Rhodos und verschwand im frühen Mittelalter, als die Donau ihren Lauf in der Mündung änderte.
Peuke wurde unter anderen von den Peukinern (auch Peucini), einem Zweig der Bastarnen, bewohnt. Tacitus nennt alle Bastarnen im Jahre 98 n. Chr. nach diesem Teilstamm Peukiner.
Der Geschichtsschreiber Arrian von Nikomedien berichtet, dass der thrakische König Syrmos mit seinem Stamm, den Triballern, 335 v. Chr. auf dieser Insel Zuflucht suchte, als er von Alexander dem Großen und dessen makedonischem Heer während dessen Balkanfeldzug verfolgt wurde. Alexander brachte Schiffe auf die Donau, um sie zum Angriff auf die Insel zu nutzen. Die Versuche scheiterten wegen der reißenden Strömung, steilen Ufern und heftiger Abwehr.
Alarich I., der erste sicher bekannte König der Westgoten, soll um 370 n. Chr. auf der Insel Peuke an der südlichen Mündung der Donau geboren worden sein.